# Wonnentaler Antiphonar

Detail aus dem Wonnentaler Antiphonar

Das Wonnentaler Antiphonar ist eine spätmittelalterliche Handschrift, die ursprünglich aus dem Zisterzienserinnenkloster Wonnental stammt.
Die Handschrift wurde in der ersten Hälfte des 14. Jahrhunderts wohl im Breisgau und sehr wahrscheinlich für den Wonnentaler Konvent angefertigt. Das Antiphonar stammt damit aus der wirtschaftlichen und geistig-religiösen Blütezeit des Klosters Wonnental. Zu einem unbekannten Zeitpunkt gelangte es in das Benediktinerkloster St. Georgen in Villingen. Im Zuge der Säkularisation kam der Codex 1807 in die Großherzoglich-Badische Hofbibliothek, heute Badische Landesbibliothek in Karlsruhe, wo er seitdem aufbewahrt wird.
Als Chorgesangbuch führt die Handschrift die für die klösterliche Liturgie wichtigen lateinischen Wechselgesänge des Chorgebets nach zisterziensischem Gebrauch auf (Antiphonarium cisterciense), wobei die Anordnung der Gesänge sich nach dem zeitlichen Ablauf des Kirchenjahrs richtet. Auf 260 Pergamentblättern enthält die Handschrift zahlreiche ornamentale Initialen sowie figürliche Anfangsbuchstaben und Randillustrationen. Zierbuchstaben und Miniaturen zeigen sich besonders eindrucksvoll auf der Handschriftenseite, die dem Fest der heiligen Agnes (am 21. Januar) gewidmet ist. Die dort dargestellten Figuren zeigen in der Manier der Skulpturen der Turmvorhalle und des Westportals des Freiburger Münsters Agnes und Christus im Gespräch bzw. gemeinsam und umschlungen auf dem himmlischen Thron. Die Innigkeit zwischen Christus und der Heiligen wird dabei durch die intensive Farbgebung der Szenen noch gesteigert.